# Peter van Meurs
Mr. Peter Antoni Nicolaus Stephanus (Peter) van Meurs (Arnhem, 7 april 1860 - Tirol, 4 september 1921) was rijksarchivaris en waarnemend algemene rijksarchivaris.

## Biografie
Van Meurs werd in 1860 in Arnhem geboren als zoon van de procureur Nicolaus Stephanus Theodorus Antonius van Meurs en Alida Willemina Geertruija Francken. Hij studeerde rechten aan de Universiteit Utrecht en promoveerde aldaar in 1885. Van Meurs trad in het jaar van zijn afstuderen in dienst bij het Algemeen Rijksarchief. Daar doorliep hij een ambtelijke carrière van volontair, adjunct-commies, commies en adjunct-archivaris totdat hij in 1913 benoemd werd tot archivaris. Van Meurs maakte zich sterk voor het zorgvuldig bewaren van de gemeente- en waterschapsarchieven, die naar zijn mening op dezelfde manier behandeld zouden moeten worden als de rechterlijke archieven. Hij was voorstander van centralisering van deze archieven in de rijksarchieven, met uitzondering van die archieven waarvan een goede bewaring gegarandeerd was. Hij had aan de lijve ondervonden hoe moeizaam het proces van overbrengen vanuit de gemeentelijke archieven naar het rijksarchief verliep. De Tweede Kamer zou in de nieuwe Archiefwet 1918 de door Van Meurs bepleite centralisering echter niet opnemen. Van 1911 tot 1912 trad Van Meurs op als waarnemend algemene rijksarchivaris. Na het vertrek van Van Riemsdijk ontstond er een vacuüm waarin niet duidelijk was hoe de functie van algemene rijksarchivaris zou worden in gevuld. In 1912 werd de knoop doorgehakt en werd Fruin benoemd tot algemene rijksarchivaris.
Van Meurs overleed onverwacht op 61-jarige leeftijd in september 1921 tijdens een bergtocht in Tirol.